# جحيم تحت الماء (فلم)
جحيم تحت الماء هو فيلم مصري عرض عام 1989، بطولة سمير صبري وليلى علوي، مأخوذ من قصة «أعماق» للأديب الأمريكي ثورنتون وايلدر وسيناريو وحوار صلاح فؤاد ومن إخراج نادر جلال.

## قصة الفيلم
قصة حب تنتهي بين كل من حسن (سمير صبري) وهالة (ليلى علوي) بمكيدة من صديقتها سمسمة (ليلى شعير)، يتزوج حسن من سيدة أجنبية ويعمل مدربا للغطس بإحدى المُدن الساحلية، بينما تتزوج هالة من رجل أعمال غير نزيه يكبرها بسنوات زكي الكيلاني (عادل أدهم). وبعد سنوات طويلة يتورط الكيلاني في أزمة مالية كبيرة تعرضه الإفلاس وملاحقة أصحاب الديون، مما يدفعه لسرقة صندوق من الماس من عصابة تهريب كبيرة يديرها البرنس (محسن سرحان) بعد أن قتل مندوب العصابة وألقاه من على ظهر المركب، وأثناء قيام الكيلاني برحلته البحرية، يربط الصندوق بعوامة ويلقيه في البحر أملا في العودة لنفس المكان وأخذه مُجددًا بعدما تبتعد عنه الأنظار، ولكن الصندوق يتوه في أعماق البحر، فيضطر الكيلاني للاستعانة بغوّاص ماهر ليلتقط له الصندوق الذي سيخرجه من أزمته الطاحنة. يتوصل البرنس لسارق الصندوق، فيحبك خطة للخلاص من الكيلاني واستعادة صندوق الماس، ومن غرائب القدر أن يكون الغوّاص الذي استعان به الكيلاني هو حسن أبو علي الذي يلتقي بهالة، وبعد حوار بينهما يعرفان أنهما افترقا عن طريق كيد صديقتها، فيقررا العودة مجددا لبعضهما البعض بعدما تتخلص هالة من زوجها بأي طريقة خاصة بعد أن فقد حسن زوجته في رحلة غطس وتركت له ولده الوحيد (علي)، وبعدما تعلم هالة بحقيقة زوجها رجل الأعمال غير النزيه، تقرر اللجوء للشرطة للخلاص منه، وتوجيه الشرطة للقبض عليه هو وعصابة التهريب، ينتهي الأمر بمصرع زكي الكيلاني ومساعده حاتم (سيف عبد الرحمن) والقبض على البرنس وعصابته، وتعود قصة حب حسن وهالة مرة أخرى، فيقررا الزواج.

## طاقم التمثيل
- سمير صبري: (حسن أبو علي)
- ليلى علوي: (هالة)
- عادل أدهم: (زكي الكيلاني)
- ليلى شعير: (سمسمة)
- محسن سرحان: (البرنس)
- سيف عبد الرحمن: (حاتم)
- أشرف عبد الباقي: (هريدي)
- حمدي السخاوي: (مساعد البرنس)
- أحمد عقل: (الطفل علي)
- مطاوع عويس: (عبد المولى - كبير الصيادين)
- هشام المقدم
- سعيد عثمان
- محمود كامل
- عادل الأمير
- عاطف عبد العزيز
- ماري أنطون

## فريق العمل
- إخراج: نادر جلال
- قصة: عن قصة «أعماق» للأديب الأمريكي ثورنتون وايلدر
- سيناريو وحوار: صلاح فؤاد
- مدير التصوير: سعيد شيمي
- مونتاج: صلاح عبد الرازق
- موسيقى تصويرية: جمال سلامة
- إنتاج: انترناشيونال فيلم (سمير صبري)
- توزيع: شركة مصر للتوزيع ودور العرض

## أغاني الفيلم
فرفشينا، الحارس الله، أبو علي
- تأليف: صلاح فايز
- ألحان: جمال سلامة

## وصلات خارجية
- مقالات تستعمل روابط فنية بلا صلة مع ويكي بيانات
- صفحة الفيلم على موقع السينما